# Regional Container Lines
Regional Container Lines (RCL) — таиландская судоходная компания. Обслуживает более 66 портов в Азии, Австралии и на Ближнем Востоке.
Компания занимает 26 место в списке 30 крупнейших компаний-контейнеровозов в мире, ранжированных по объёму их флота в 20-футовом эквиваленте (TEU).

## История
Regional Container Lines (RCL) начала осуществлять свою деятельность в качестве фидерного оператора, когда запустила свой первый контейнеровоз в 1979 году по маршруту Бангкок — Сингапур. В 1988 году RCL была зарегистрирована на фондовой бирже Таиланда. С тех пор акции компании высоко котируются, что обеспечивает хорошую финансовую прибыль акционерам.
С 1998 года суда компании проходят аттестацию по стандарту ISM.

## Современность
Компания владеет и управляет 46 контейнеровозами, которые обслуживают более 66 портов в Азии, Индии и на Ближнем Востоке (по состоянию на 16.08.2019). Regional Container Lines намеревается увеличить объем фидерных перевозок в Азии за счёт предоставления услуг по контейнерным перевозкам с регулярными рейсами не менее 6 дней в неделю и сокращения транзитного времени, а также внедрения современных технологий в данном направлении. Компания располагает парком судов грузовместимостью от 200 TEU до 7 000 TEU.
Стандарты набора экипажа и технического обслуживания для всего флота компании обеспечиваются технической группой специалистов RCL Shipmanagement Pte. ООО – дочерней компании RCL.

## Маршруты
- Северная Азия — Юго-Восточная Азия
- Внутри Юго-Восточной Азии
- Азия — Индия[1]